# Кјото
Кјото (јап. 京都市) град је у Јапану у префектури Кјото. Према попису становништва из 2005. године у граду је живело 1.474.764 становника. Раније је био царска престоница Јапана, а данас је главни град Префектуре Кјото. Овај град је раније на западу био познат као Меако (јапански: 都; мијако „престоница“).

## Географија

### Клима
| Клима Кјота                                                                | Клима Кјота  | Клима Кјота  | Клима Кјота   | Клима Кјота   | Клима Кјота   | Клима Кјота   | Клима Кјота   | Клима Кјота   | Клима Кјота   | Клима Кјота  | Клима Кјота  | Клима Кјота | Клима Кјота      |
| Показатељ \ Месец                                                          | .Јан.        | .Феб.        | .Мар.         | .Апр.         | .Мај.         | .Јун.         | .Јул.         | .Авг.         | .Сеп.         | .Окт.        | .Нов.        | .Дец.       | .Год.            |
| -------------------------------------------------------------------------- | ------------ | ------------ | ------------- | ------------- | ------------- | ------------- | ------------- | ------------- | ------------- | ------------ | ------------ | ----------- | ---------------- |
| Апсолутни максимум, °C (°F)                                                | 19,9 (67,8)  | 22,9 (73,2)  | 25,7 (78,3)   | 30,7 (87,3)   | 33,8 (92,8)   | 36,8 (98,2)   | 39,8 (103,6)  | 39,8 (103,6)  | 38,1 (100,6)  | 32,2 (90)    | 26,9 (80,4)  | 22,8 (73)   | 39,8 (103,6)     |
| Максимум, °C (°F)                                                          | 8,9 (48)     | 9,7 (49,5)   | 13,4 (56,1)   | 19,9 (67,8)   | 24,6 (76,3)   | 27,8 (82)     | 31,5 (88,7)   | 33,3 (91,9)   | 28,8 (83,8)   | 22,9 (73,2)  | 17,0 (62,6)  | 11,6 (52,9) | 20,8 (69,4)      |
| Просек, °C (°F)                                                            | 4,6 (40,3)   | 5,1 (41,2)   | 8,4 (47,1)    | 14,2 (57,6)   | 19,0 (66,2)   | 23,0 (73,4)   | 26,8 (80,2)   | 28,2 (82,8)   | 24,1 (75,4)   | 17,8 (64)    | 12,1 (53,8)  | 7,0 (44,6)  | 15,9 (60,6)      |
| Минимум, °C (°F)                                                           | 1,2 (34,2)   | 1,4 (34,5)   | 4,0 (39,2)    | 9,0 (48,2)    | 14,0 (57,2)   | 18,8 (65,8)   | 23,2 (73,8)   | 24,3 (75,7)   | 20,3 (68,5)   | 13,6 (56,5)  | 7,8 (46)     | 3,2 (37,8)  | 11,7 (53,1)      |
| Апсолутни минимум, °C (°F)                                                 | −11,9 (10,6) | −11,6 (11,1) | −8,2 (17,2)   | −4,4 (24,1)   | −0,3 (31,5)   | 4,9 (40,8)    | 10,6 (51,1)   | 12,8 (55)     | 7,1 (44,8)    | 0,2 (32,4)   | −4,4 (24,1)  | −9,4 (15,1) | −11,9 (10,6)     |
| Количина падавина, mm (in)                                                 | 50,3 (1,98)  | 68,3 (2,689) | 113,3 (4,461) | 115,7 (4,555) | 160,8 (6,331) | 214,0 (8,425) | 220,4 (8,677) | 132,1 (5,201) | 176,2 (6,937) | 120,9 (4,76) | 71,3 (2,807) | 48,0 (1,89) | 1.491,3 (58,713) |
| Количина снега, cm (in)                                                    | 5 (2)        | 8 (3,1)      | 2 (0,8)       | 0 (0)         | 0 (0)         | 0 (0)         | 0 (0)         | 0 (0)         | 0 (0)         | 0 (0)        | 0 (0)        | 3 (1,2)     | 18 (7,1)         |
| Дани са падавинама (≥ 0.5 mm)                                              | 7,8          | 9,2          | 11,9          | 10,6          | 11,4          | 12,9          | 12,9          | 8,7           | 11,0          | 8,8          | 7,6          | 8,1         | 120,9            |
| Дани са снегом                                                             | 3,1          | 3,9          | 1,0           | 0,0           | 0,0           | 0,0           | 0,0           | 0,0           | 0,0           | 0,0          | 0,0          | 1,2         | 9,2              |
| Релативна влажност, %                                                      | 66           | 66           | 62            | 59            | 62            | 67            | 70            | 66            | 68            | 68           | 68           | 68          | 65,8             |
| Сунчани сати — месечни просек                                              | 123,2        | 117,4        | 146,8         | 175,4         | 180,9         | 138,3         | 142,3         | 182,7         | 136,8         | 157,4        | 138,1        | 135,8       | 1.775,1          |
| Извор #1: „平年値（年・月ごとの値）”.                                      |              |              |               |               |               |               |               |               |               |              |              |             |                  |
| Извор #2: (record temperatures) „観測史上1～10位の値（年間を通じての値）”. |              |              |               |               |               |               |               |               |               |              |              |             |                  |

## Историја
Мада постоје археолошки докази да су се прве људске насеобине појавиле на јапанским острвима приближно 10000. п. н. е., територија Кјотоа је насељена тек у 7. веку. Током 8. века, када је моћно будистичко свештенство почело да се меша у царске послове, цар је одлучио да премести престоницу у област која је далеко од будистичког утицаја.
Нови град, Heiankyō („хеинанска престоница“) је постао седиште јапанског царског двора 794. Касније је град преименован у Кјото („главни град“). Кјото је био престоница Јапана док власт није премештена у Едо, 1868, у време Меиџи обнове (неки верују да је и данас правна престоница: види Дебата о престоници Јапана). Након што је Едо променио име у Токио (што значи „Источна престоница"), Кјото је у кратком периоду био познат као Саикјо (西京 Saikyō, што значи „Западна престоница“).
Мада су САД разматрале да баце атомску бомбу на Кјото, пред крај Другог светског рата, на крају је одлучено да се овај град уклони са листе мета (види Бомбардовање Хирошиме и Нагасакија)

## Становништво
Према подацима са пописа, у граду је 2005. године живело 1.474.764 становника.
| 1995.     | 2000.     | 2005.     |
| --------- | --------- | --------- |
| 1.470.902 | 1.474.471 | 1.474.764 |

## Спорт
Кјото има фудбалски клуб ФК Кјото санга.

## Партнерски градови

### Градови побратими
- Келн
- Фиренца
- Кијев
- Си'ан
- Гвадалахара[3]
- Загреб
- Праг[4]
- Бостон

### Градови партнери
- Париз[5]
- Единбург
- Jinju
- Куско